# Stróża (prawo)
Stróża – w Polsce wczesnośredniowiecznej obowiązek pilnowania przez ludność zależną (głównie chłopską) mniejszych grodów strażniczych, przejść granicznych oraz wiejskich dworów książęcych, a także powinność pogoni za rozbitym nieprzyjacielem (zwaną pogonem). 
Działanie to obejmowane było zakresem prawa książęcego (ius ducale). Od wieku XII (być może nawet w XI wieku) zamieniano je na daninę w zbożu lub pieniądzu (również nazywaną stróżą), pobieraną przez kasztelanów na potrzeby zarządzanych przez nich grodów.
Taką częściowo przetrwałą do XII wieku stróżę egzekwowano szczególnie podczas wypraw krajowego rycerstwa poza granice kraju.  